# Wallmoor und Mühlenbachniederung bei Leisterförde - Schwanheide
Wallmoor und Mühlenbachniederung bei Leisterförde - Schwanheide este o arie protejată (arie de protecție specială avifaunistică — SPA) din Germania întinsă pe o suprafață de 2.308 ha, integral pe uscat.

## Localizare
Centrul sitului Wallmoor und Mühlenbachniederung bei Leisterförde - Schwanheide este situat la coordonatele 53°27′01″N 10°40′49″E / 53.4503°N 10.6803°E.

## Înființare
Situl Wallmoor und Mühlenbachniederung bei Leisterförde - Schwanheide a fost declarat arie de protecție specială avifaunistică în aprilie 2008 pentru a proteja 13 specii de animale.

## Biodiversitate
Situată în ecoregiunea continentală, aria protejată nu include niciun habitat protejat.
La baza desemnării sitului se află mai multe specii protejate de  păsări (13): pescăruș albastru (Alcedo atthis), barză albă (Ciconia ciconia ciconia), erete de stuf (Circus aeruginosus), erete cenușiu (Circus pygargus), cristeiul de câmp (Crex crex), ciocănitoare neagră (Dryocopus martius), presură de grădină (Emberiza hortulana), Grus grus grus, sfrâncioc roșiatic (Lanius collurio), ciocârlie de pădure (Lullula arborea), Mergus merganser merganser, viespar (Pernis apivorus), silvie porumbacă (Sylvia nisoria).